# تینک (منطقه کلتوی)
تینک (منطقه کلتوی) (به چکی: Týnec (Klatovy District)) یک منطقهٔ مسکونی در جمهوری چک است که در شهرستان کلاتووی واقع شده‌است.

## خصوصیات
تینک ۷٫۴۸ کیلومترمربع مساحت و ۳۲۴ نفر جمعیت دارد و ۵۰۷ متر بالاتر از سطح دریا واقع شده‌است.